# Kabinett Sauckel
Das Kabinett Sauckel bildete die Staatsregierung des Landes Thüringen vom 26. August 1932 bis 8. Mai 1933.

## Mitglieder
| Amt                           | Name             | Bild                  | Partei | Partei |
| ----------------------------- | ---------------- | --------------------- | ------ | ------ |
| Leitender Staatsminister      | Fritz Sauckel    |                       |        | NSDAP  |
| Inneres                       | Fritz Sauckel    |                       |        | NSDAP  |
| Justiz                        | Otto Weber       |                       |        | NSDAP  |
| Finanzen                      | Willy Marschler  |                       |        | NSDAP  |
| Wirtschaft                    | Willy Marschler  |                       |        | NSDAP  |
| Volksbildung                  | Fritz Wächtler   |                       |        | NSDAP  |
| Staatsrat (für Rudolstadt)    | Erich Mackeldey  |                       |        | ThLB   |
| Staatsrat (für Rudolstadt)    | Erich Mackeldey  | NSDAP ab 01. Mai 1933 |        |        |
| Staatsrat (für Sondershausen) | Johannes Meister |                       |        | NSDAP  |
| Staatsrat (für Altenburg)     | Paul Junghanns   |                       |        | NSDAP  |

## Einzelnachweis
1. ↑  Hans Herz: Regierende Fürsten und Landesregierungen in Thüringen 1485–1952, S. 21. (Memento des Originals vom 2. Oktober 2019 im Internet Archive)  Info: Der Archivlink wurde automatisch eingesetzt und noch nicht geprüft. Bitte prüfe Original- und Archivlink gemäß Anleitung und entferne dann diesen Hinweis.